# Phapitreron nigrorum
Phapitreron nigrorum (officiellt svenskt trivialnamn saknas) är en fågel i familjen duvor inom ordningen duvfåglar. Den betraktas i allmänhet som underart till mindre brunduva (Phapitreron leucotis), men har getts artstatus av Birdlife International och IUCN, som kategoriserar den som livskraftig. Fågeln förekommer i västra Visayaöarna i Filippinerna.